# Mimmo Paladino
Domenico Paladino (n. en Paduli, cerca de Benevento, el 18 de diciembre de 1948) es un pintor y escultor italiano, uno de los principales exponentes de la transvanguardia, movimiento fundado por Achille Bonito Oliva en el año 1980 que se caracteriza por un regreso a la pintura, después de las variadas corrientes conceptuales y minimalistas que se desarrollaron en los años setenta.

## Obras

### En museos
Sus obras se encuentran expuestas de forma permanente en algunos de los principales museos internacionales entre ellos, el Museo Metropolitano de Arte y el Guggenheim de Nueva York, el Museo de Arte del Condado de Los Ángeles, en el Instituto de Artes de Detroit, en la Tate y la Royal Academy de Londres, en el Museo de Arte Moderno Irlandés de Dublín, en el MACBA de Barcelona, el Kiasma de Helsinki, en el Palazzo delle Arti de Nápoles y el MOCA de Shanghái. Últimamente se ha realizado una mestra en Lima en la sala Luis Miró Quesasa Garland con 28 de sus obras.

### En espacios abiertos
La Porta d`Europa ubicada cerca del puerto de la isla de Lampedusa. Inaugurada el 26 de junio de 2008 y dedicada «a los migrantes que perecieron mientras intentaban el viaje marítimo desde el norte de África a Europa».